# Azeta sera
Azeta sera là một loài bướm đêm trong họ Erebidae.